# Éric Simard
Pour les articles homonymes, voir Simard.
Éric Simard, né en 1962 à Joigny dans l'Yonne, est un écrivain français de romans pour la jeunesse.
Il est principalement connu pour sa série Le Souffle de la pierre d'Irlande, pour ses récits historiques tel que La femme noire qui refusa de se soumettre - Rosa Parks, Harriet Tubman, la femme noire qui montra le chemin de la liberté, ou Je n'étais plus un homme, Solomon Northup et Martin Luther King : Je suis un homme et pour ses récits courts tel que L'enfaon. Et il a sorti d'autres courts récits dont la suite de sa série des Humanimaux : L'enbaleine, L'encygne, L'engourou, L'enbeille, L'enlouve, L'enperroquet, L'enserpent, L'enrequin et le dernier (pour l'instant) : L'endauphin, coeur d'océan.
Ses derniers ouvrages sont Kaïg, un album sorti en octobre 2024, ouvrage sur le thème du harcèlement teinté de légende bretonne ainsi que le tome 9 de la série Fan de foot[réf. nécessaire].

## Biographie
Jeune, il rêvait de devenir basketteur professionnel, mais il n'a jamais réalisé ce rêve.
Il intègre l'INSA de Lyon et obtient à 23 ans un diplôme de biochimie dont il ne se servira jamais.
Il voyage pendant quelque temps, puis exerce divers métiers, notamment intervenant en prison pendant quatre ans. Après plusieurs années à Montpellier, il part pour la Bretagne afin d'y vivre et d'écrire sur le monde celte.
Aujourd'hui, il vit en Bourgogne. Il écrit des romans, intervient devant des classes de primaire et collège et anime des ateliers d'écriture.

## Liste des œuvres d'Éric Simard
1. Les passagers de l'orme, Magnard Jeunesse, 1998, roman
2. La maison de l'inventeur, Épigones, 1999, roman
3. La poudre de perroquet, Père Castor Flammarion, 1999, roman
4. Le feu, Magnard Jeunesse, 1999, romanSérie : Le Souffle de la pierre d'Irlande
5. Mystère et peau de banane, Magnard Jeunesse, 2000, romanSérie : Les mystères d'Arthur et Léa
6. Le secret du tatouage, Père Castor Flammarion, 2000, roman
7. On a volé mon vélo, Syros Jeunesse, 2000, roman
8. Jimmy la terreur, Fleurus-Mame, 2000, roman
9. Le chant sacré des baleines, Magnard Jeunesse, 2001, roman
10. Les chimères de la mort, Mango Jeunesse, 2001, roman
11. Je te sauverai, Magnard Jeunesse, 2001, roman
12. Qui veut un bisou ?, Bayard Jeunesse, 2001, albumillustrations de Ingrid Godon
13. Clarisse, Mango Jeunesse, 2001, nouvelle
14. Mystère et boule de gomme, Magnard Jeunesse, 2002, romanSérie : Les mystères d'Arthur et Léa
15. Pinpin et son ami le soleil, Bayard Jeunesse, 2003, album
16. L'Oracle d'Égypte, Mango Jeunesse, 2003, roman
17. Le Papillon, Glénat, 2003, roman
18. Tricher n'est pas jouer, Magnard Jeunesse, 2003, roman
19. Mystère et gueule de loup, Magnard Jeunesse, 2004, romanSérie : Les mystères d'Arthur et Léa
20. L'air, Magnard Jeunesse, 2004, romanSérie : Le Souffle de la pierre d'Irlande
21. Sohane l'insoumise, Mango Jeunesse, 2005, roman
22. Le sortilège des fourmis, Magnard Jeunesse, 2006, roman
23. Les soldats qui ne voulaient plus se faire la guerre, OSKAR Jeunesse, 2006, roman
24. La femme noire qui refusa de se soumettre - Rosa Parks, OSKAR Jeunesse, 2006, roman
25. Marie-Antoinette à fleur de peau, OSKAR Jeunesse, 2006, roman
26. Ma chambre océan. Oskar, 2006
27. La terre, Magnard Jeunesse, 2007, romanSérie : Le Souffle de la pierre d'Irlande
28. Rosa Parks. La femme qui a changé l'Amérique - biographie, OSKAR Jeunesse, 2007, roman
29. Lettre au Président du Monde - Les droits de l'enfant, OSKAR Jeunesse, 2007, roman
30. Ma chambre océan, OSKAR Jeunesse, 2007, album audio
31. Cinq heures pour le sauver - Pékin : une médaille d'or pour le Tibet ?, OSKAR Jeunesse, 2008, roman
32. Écoute, la Terre te parle, OSKAR Jeunesse, 2008, roman
33. On a volé mon vélo ! Mini Syros (Polar), 2008, roman
34. La malédiction des petites racailles, OSKAR Jeunesse, 2008, roman
35. L'eau, Magnard Jeunesse, 2008, romanSérie : Le Souffle de la pierre d'Irlande
36. Va-t-en mauvais esprit, OSKAR Jeunesse, 2009, roman
37. L'arche des derniers jours, Syros Jeunesse, 2009, roman
38. L'enfaon, Mini Syros Jeunesse, 2010, romanSérie Les Humanimaux
39. Robot mais pas trop, Mini Syros Jeunesse, 2010, roman
40. Les aigles de pluie, Mini Syros Jeunesse, 2011, roman
41. Le crayon qui voulait voir la mer, OSKAR Jeunesse, 2011, album
42. Le mystère de la pyramide de Khéops. Oskar, 2011, roman
43. Je suis un homme : Martin Luther King, Oskar (Histoire et société), 2011, roman
44. Le brouillard, Magnard Jeunesse, 2012, romanSérie : Le Souffle de la pierre d'Irlande
45. Les larmes d'Ithaque, OSKAR Jeunesse, 2012, roman
46. Trop fort, Tony, OSKAR Jeunesse, 2012, roman
47. Le crayon qui voulait voir la lune. Oskar, 2012, album
48. La malédiction des petites racailles. Oskar, 2012, roman
49. Rosa Parks, la femme qui a changé l'Amérique : biographie. Oskar, 2012, roman
50. Roby ne pleure jamais, Mini Syros Jeunesse, 2013, roman
51. Allô Jésus, ici Momo. Mini Syros, 2013, roman
52. Le Cycle des Destins - Aylin et Siam, Syros, 2013, roman
53. Le Cycle des Destins -T.2 Thanos et Jewell, Syros, 2014, roman
54. Pétrol Saint-Germain, Oskar (Court-métrage), 2014, roman
55. Le crayon qui voulait devenir un arbre. Oskar, 2014, album
56. Le Cycle des destins- T.3 Les ailés. Syros, 2015, roman
57. Quand le Panchen-lama fut kidnappé, Scrineo, 2015, roman[3]
58. Résister pour survivre ; Charles Palant. Oskar (Histoire et société), 2015, roman
59. Série Les Humanimaux. L'engourou. Mini Syros Jeunesse, 2016, roman
60. Série Les Humanimaux. L'enlouve. Mini Syros Jeunesse, 2016
61. Série Les Humanimaux. L'enbaleine. Mini Syros Jeunesse, 2016, roman
62. Série Les Humanimaux. L'encygne. Mini Syros Jeunesse, 2016, roman
63. Série Les Humanimaux. L'enbeille. Mini Syros Jeunesse, 2016, roman
64. Harriet Tubman, la femme noire qui montra le chemin de la liberté, Oskar (Histoire et société), 2016, roman
65. L'enfant de l'écume, une vie de Saint Exupéry. Oskar, 2016, roman
66. Série Les Humanimaux. L'enperroquet. Mini Syros Jeunesse, 2017, roman
67. Série Les Humanimaux. L'enserpent. Mini Syros Jeunesse, 2017, roman
68. Le prince devenu mouche. Magnard jeunesse (Presto, Facile à lire), 2017, roman
69. La chanson interdite 1917. Oskar (Histoire et société), 2017, roman
70. Galet et Galette ; la rencontre. Ouest-France, 2017, album
71. Au ghetto de Varsovie nous avons combattu avec Marek Edelman ; le ghetto de Varsovie. Oskar, 2018, roman
72. Coule cool, pirates ! Mini Syros (Théâtre à jouer), 2018
73. Rosa Parks, contre le racisme. Oskar (J'ai réussi!), 2019, roman
74. Charlie Chaplin : je fais rire le monde entier. Oskar (J'ai réussi!), 2019, roman
75. Raymond Kopa premier ballon d'or. Oskar (J'ai réussi!), 2019, roman
76. Série Les Humanimaux. L'endauphin, coeur d'océan, Mini Syros Jeunesse, 2019, roman
77. Le crayon qui voulait voir la mer, Oskar (Perlinpinpin), 2019, album
78. Fan de foot. Tome 1 L'attaquant-surprise, Auzou (Premiers pas) 2020, roman
79. Fan de foot Tome 2 : trop d'chance ! Auzou (Premiers pas), 2020, roman
80. L'enfaon. Mini Soon Syros (Dyscool), 2020, roman
81. Alexandre le Grand, fils de la Grèce. Oskar (Histoire et société)
82. Fan de foot Tome 3 : tricheur ! Auzou (Premiers pas), 2021, roman
83. Fan de foot Tome 4 : buuuuuut !  Auzou (Premiers pas), 2021, roman
84. Fan de foot Tome 5 : champions du monde ! Auzou (Premiers pas), 2021, roman
85. L'engourou. Mini Soon Syros (Dyscool), 2021, roman
86. Fan de foot Tome 6 : le meilleur goal ! Auzou (Premiers pas), 2022, roman
87. Anne Frank et le Loup d'Amsterdam, 2022 roman
88. Je n'étais plus un homme : Solomon Northup, Oskar, 2022
89. Fan de foot tome 7 Le tournoi des champions, Auzou (Premiers pas), 2022, roman
90. L'enbaleine. Mini Soon Syros (Dyscool), 2022, roman
91. Qui veut un bisou ? Bayard Jeunesse (Les Belles Histoires des petits), 2022, album
92. Marie-Antoinette : du soleil de Versailles à la guillotine. Oskar, 2022, roman
93. Dian Fossey, l'amie des gorilles, Oskar (J'ai réussi!) 2023, roman
94. Les Humanimaux, l'intégrale. Syros, 2023, roman
95. Fan de foot Tome 8 : au coeur de l'action ! Auzou (Premiers pas), 2023, roman
96. Mégalo 1er, Oskar (Premier Court-métrage) 2023, roman
97. We have a dream : Martin Luther King, Rosa Parks, Solomon Northup, Harriet Tubman, Oskar (Histoire et société), 2023
98. Fan de foot : coffret Tomes 1 à 3, Auzou, 2023
99. Sitting Bull : Un Indien en moi ; New York, hiver 2053, Oskar, 2023, roman
100. Série Les Humanimaux. L'enrequin. Mini Syros Jeunesse, 2024, roman
101. Toutankhamon : Mon nom est immortel. Oskar (J'ai réussi!) 2024, roman
102. Frayeur olympique à Paris, Oskar, 2024, roman
103. Journal d'un clone et autres nouvelles du progrès : anthologie. Hatier (Oeuvres et thèmes), 2024, nouvelle
104. Fan de foot : coffret Tomes 4 à 6, Auzou, 2024
105. Kaïg, Syros, 2024, album
106. Fan de foot. Tome 9 Comptez sur moi! Auzou, 2025, roman
107. Robot mais pas trop. Mini Soon Syros (Dyscool), 2025, roman [4]